# Antoine Thomas
Pour les articles homonymes, voir Thomas.
Compléments
Thomas fut le mathématicien officiel de la cour impériale de Chine
Antoine Thomas (qui adopta le nom chinois de Ngan To P'Ing-Che), né le 25 janvier 1644 à Namur (Comté de Namur) et mort le 29 juin 1709 à Pékin (Chine), est un prêtre jésuite, missionnaire et astronome à la cour impériale de Chine. Il était le supérieur des Jésuites de Chine lorsque les « rites chinois » furent interdits.

## Formation
Né le 25 janvier 1644, troisième enfant d'une famille nombreuse, Antoine Thomas passe son enfance à Namur. Habitant rue de la Croix, il ne doit pas aller loin pour faire ses humanités au collège des jésuites à Namur (1652-1660). Il entre dans la Compagnie de Jésus le 8 septembre 1660, et fait son noviciat à Tournai. Après les deux années de formation initiale, il étudie la philosophie à Douai (1662-1664) et se forme à l'enseignement des humanités à Lille (1664-1665).
Ensuite, durant six ans, il enseigne les humanités aux collèges d'Armentières (1665-1666), de Namur (1666-1667), de Huy (1667-1670) et de Tournai (1670-1671). Il se rend à nouveau à Douai pour étudier la théologie (1671-1675) et enseigner la philosophie (1675-1677). Il est ordonné prêtre en 1674.

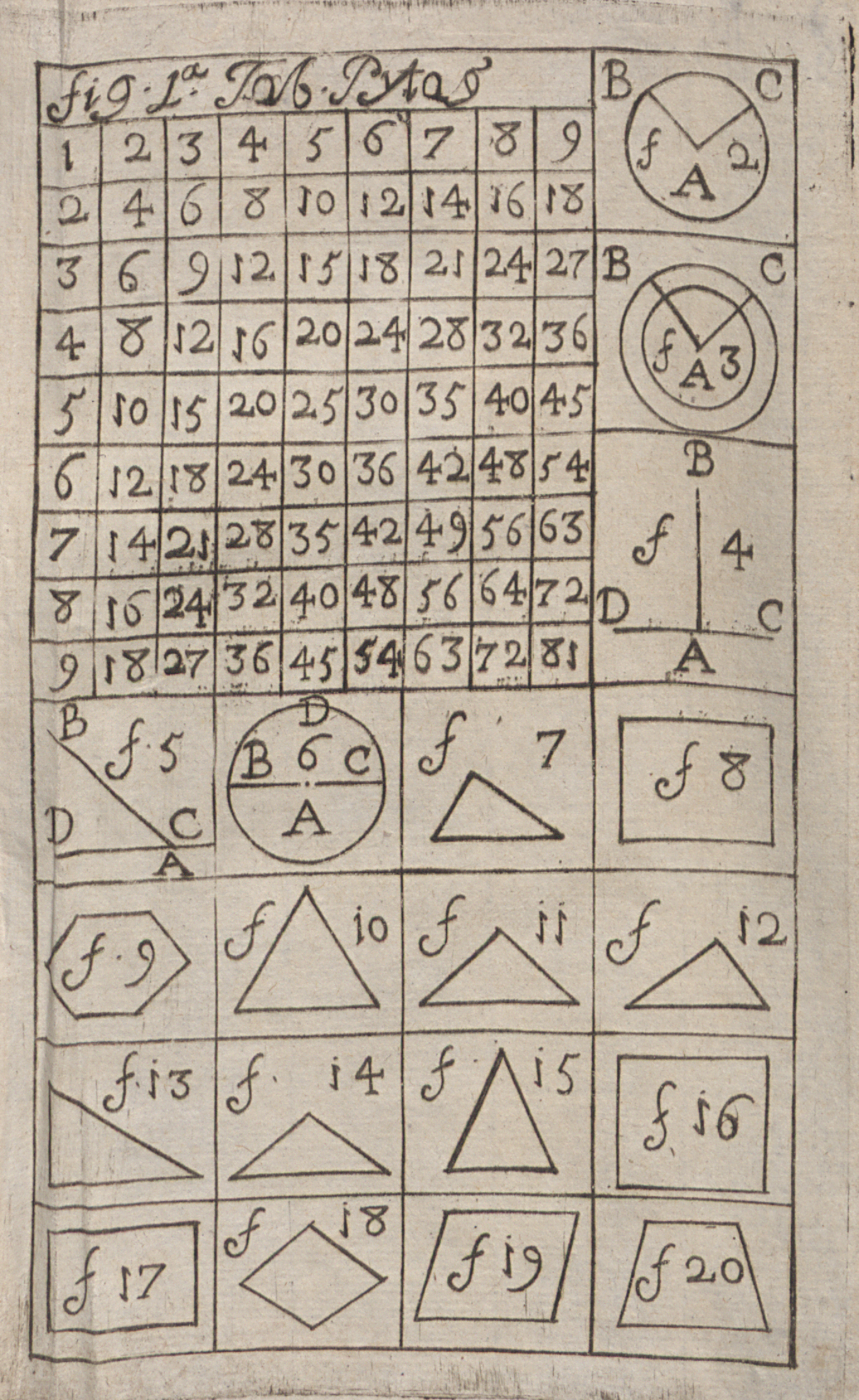
Page tirée de son Synopsis mathematica, 1685

Durant ses années de formation, il se spécialise en mathématiques et astronomie en vue de la mission de Chine. Il écrira plus tard : « Je ne me suis jamais appliqué aux mathématiques que parce qu'elles pouvaient m'être utiles pour la prédication de l'Évangile »
Il obtient la permission de partir pour la mission en 1677 et se rend à Coïmbra où, tout en apprenant le portugais, il enseigne les mathématiques à l'université (1678-1680). Ses cours (en latin) sont publiés sous le titre de Synopsis Mathematica. Il y fait un rapport écrit sur l'éclipse de la lune du 29 octobre 1678 qui est publié dans le Journal des sçavans.
Il fait partie d'un groupe de vingt jésuites qui embarquent, à Lisbonne, le 3 avril 1680. Dix-huit d'entre eux sont destinés à la Chine. Antoine Thomas et un autre sont autorisés à tenter une entrée au Japon, mission périlleuse s'il en est. Un long et difficile voyage — passant par Goa (Inde), le Siam (Thaïlande) et Malacca — l'amène finalement à Macao (1682) - qui était à l'époque la porte d'entrée obligée pour la Chine - juste à temps pour y observer une éclipse du soleil (1683). Pendant trois ans encore, il cherchera à poursuivre son voyage jusqu'au Japon. Ce sera en vain.

## À la cour impériale de Pékin
Le Père Ferdinand Verbiest, alors âgé, l'appelle à Pékin (mai 1685). Le 8 novembre 1685, Thomas arrive à Pékin, où il est présenté par Verbiest à l'empereur Kangxi. Il est bientôt nommé Vice-Président du tribunal des Mathématiques, une position aussi importante dans l'Empire chinois (pour la fixation du calendrier impérial) qu'influente (car proche de l'empereur lui-même).
À la mort du père Verbiest (janvier 1688), Antoine Thomas le remplace comme mathématicien et astronome officiel de la cour. Pendant vingt ans, il est alors un conseiller proche de l'empereur Kangxi qui, au-delà des problèmes scientifiques, le consulte fréquemment sur des questions morales et religieuses. Les travaux qu'il effectue sont aussi nombreux que variés : il dessine des cartes de géographie, annonce et observe des éclipses et rédige (en mandchou) un traité d'algèbre à l'usage exclusif de l'empereur. Thomas orientalise son nom en Ngan To P'Ing-Che. Dans le domaine de l'ingénierie, il fait construire une digue sur le fleuve Jaune pour en contrôler les débordements chroniques et, s'inspirant des travaux de Rennequin Sualem, met au point un système d'irrigation des jardins du palais d'été.
Kangxi a grande confiance en lui. En 1692, malgré l'opposition de certains mandarins, Thomas en obtient un « édit de tolérance » qui donne aux missionnaires une liberté quasi totale de prêcher la foi chrétienne. Thomas est supérieur provincial des jésuites de 1701 à 1704.

## Querelles des Rites Chinois
À un moment où l'avenir du christianisme en Chine semblait prometteur — les conversions, même de mandarins, se multipliant —, la querelle des rites devient de plus en plus acrimonieuse en Europe. On accuse les jésuites d'autoriser aux nouveaux convertis chinois la pratique de certains rites (tels la vénération des ancêtres), pratique considérée comme païenne en Europe. Charles-Thomas Maillard de Tournon, légat pontifical, est envoyé à Pékin en 1705 pour enquêter sur l'orthodoxie de ces rites que les jésuites disaient être une simple coutume sociale. Il paraît immédiatement clair que son opinion était faite avant même qu'il ne débarque en Chine. Négligeant les coutumes chinoises et ne tenant aucun compte de l'étiquette officielle, il froisse gravement l'empereur qui l'avait d'abord bien reçu.
Les mises en garde de Thomas, alors supérieur des jésuites en Chine, n'empêchent pas Tournon de promulguer un décret (Nankin, 25 janvier 1707) déclarant les rites chinois et autres coutumes du pays « contraires à la loi divine », et obligeant les missionnaires à les abolir sous peine de graves sanctions ecclésiastiques. Une dernière supplique de Thomas implorant le légat d'en suspendre l'application, le temps de permettre un ultime recours au pape, est rejetée. Les conséquences du décret sont désastreuses. De bienveillant qu'il était, l'empereur devient de plus en plus soupçonneux.
La confirmation du décret de Tournon par le Pape Clément XI (en 1715) entraîne ensuite une vive réaction de l'empereur qui, le 17 mai 1717, révoque son édit de tolérance. Quatre ans plus tard, les missionnaires chrétiens sont chassés de l'empire (1721).

## Mort
Ces derniers développements ne furent pas connus du Père Antoine Thomas, car il meurt le 28 juillet 1709, à Pékin, miné par la dysenterie et surtout par les tracas causés par ce grave conflit. Il est enterré près de son ami et prédécesseur Ferdinand Verbiest, au cimetière Zhalan de Pékin où se trouvent les stèles funéraires des pionniers jésuites.  

## Vénération et souvenir
- L'entretien régulier des tombes des pères jésuites par les autorités chinoises, quels que furent les troubles et changements de régime, souligne le fait que les Chinois ont tout au long de l'histoire gardé de l'estime pour ces « Sages venus de l'Ouest ».
- L'observatoire astronomique de l'Université de Namur, en Belgique, porte son nom ainsi qu'un sentier au sein des bâtiments de l'institution.

## Écrits
- Synopsis mathematica, Douai, 1685.